# Чарни-Виґон
Чарни-Виґон (пол. Czarny Wygon) — село в Польщі, у гміні Щебрешин Замойського повіту Люблінського воєводства.
У 1975-1998 роках село належало до Замойського воєводства.